# Michael Lippold
Michael Lippold (* 18. Oktober 1970 in Regensburg) ist ein deutscher Schauspieler und Theaterregisseur.

## Leben
Er ist ein Sohn des deutschen Althistorikers Adolf Lippold. Michael Lippold absolvierte von 1992 bis 1996 eine Schauspielausbildung an der Hochschule für Musik und Theater Bern.
Er debütierte 1996 am Theater Augsburg als Camille Desmouslins in Dantons Tod sowie in der Titelrolle in Hamlet. Nach zwei Jahren als Ensemblemitglied in Augsburg spielte er von 1998 bis 2000 im Ensemble am Theater Konstanz und gastierte am Schauspielhaus Zürich (Spielzeit 1998/1999). Von 2002 bis 2004 war er festes Ensemblemitglied am Münchner Volkstheater. Dort spielte er unter anderem Aaron in Shakespeares Titus Andronicus (2002, Regie: Christian Stückl), Mercutio in Romeo und Julia (2003, Regie: Nuran David Calis) sowie den Narren in Was ihr wollt (2004, Regie: Jorinde Dröse).
Vom Münchner Volkstheater engagierte ihn der Oberspielleiter des Bayerischen Staatsschauspiels Elmar Goerden für seine Intendanz ans Schauspielhaus Bochum, wo Lippold von 2005 bis 2010 festes Ensemblemitglied blieb. Er war in Inszenierungen von Elmar Goerden, Lisa Nielebock, Wilfried Minks, Armin Holz, Jorinde Dröse, Anne Lenk und Anna Bergmann zu sehen.
Für die Titelrolle in der Uraufführungsinszenierung von Genannt Gospodin von Philipp Löhle (2007, Regie: Kristo Šagor) wurde er von Kritikern als Nachwuchsschauspieler des Jahres nominiert. Die Inszenierung wurde 2008 zu den Mülheimer Theatertagen Stücke eingeladen.
Von 2010 bis 2018 arbeitete Lippold frei als Schauspieler. 2016 spielte er unter der Regie von Johan Simons in Urban Prayers Ruhr bei der Ruhrtriennale.
Seit 2018 gehört Lippold zum Ensemble des Schauspielhaus Bochum unter Intendant Johan Simons. In dieser Zeit spielte er in Inszenierungen von u. a. Johan Simons, Mateja Koležnik, Dušan David Parízek, Saara Turunen, Selen Kara, Tom Schneider, Katharina Birch, Mateusz Staniak, Liliane Brakema, Franz-Xaver Mayr, Barbara Bürk und Clemens Sienknecht sowie der Choreografin Eleanor Bauer und des Choreografen Trajal Harrell. Mit der Inszenierung Kinder der Sonne war er 2023 zum Berliner Theatertreffen eingeladen.
Seit 2010 ist Michael Lippold auch als Theaterregisseur tätig. Er gab sein Regie-Debüt an der Bochumer Off-Bühne Rottstr 5 Theater mit dem surrealistischen Weltuntergangsstück Der Disneykiller von Philip Ridley, was überregionale Aufmerksamkeit erhielt. In der Folge inszenierte er am Schauspielhaus Bochum im Rahmen des Autorenfestivals Ohne alles sowie die Uraufführung Böses Mädchen von Lothar Kittstein am Theater Bonn (2011). In Bonn folgten die Deutschsprachige Erstaufführung von Tief in einem dunklen Wald des amerikanischen Autors Neil LaBute (2012) sowie Ödön von Horváths Klassiker Kasimir und Karoline zur Eröffnung der Spielzeit 2012/2013 in der Bonner Halle Beuel. Lippolds Uraufführungsinszenierung von Csába Mikós Die Vaterlosen am Theater Regensburg wurde zum Kortárs Drámafesztivál 2014, dem Festival für zeitgenössische Dramatik in Budapest, eingeladen. Die Produktion zeigt am Beispiel einer Familie den gesellschaftspolitischen Wandel und die ideologische Radikalisierung Ungarns seit dem Ende des Zweiten Weltkriegs. 2016 führte Lippold am Landestheater Coburg Regie bei Bilder deiner großen Liebe, einer Bühnenadaption des posthum erschienenen letzten Romans von Wolfgang Herrndorf. 2017 inszenierte er am Konzert Theater Bern die deutsch-französische Uraufführung des Stücks Oh Boyoma von Elia Rediger in Koproduktion mit dem kongolesischen Theaterprojekt Studios Kabako. Am Rheinischen Landestheater Neuss folgten Inszenierungen der Romanadaption Jenseits von Eden von John Steinbeck und der Komödie Floh im Ohr von Georges Feydeau. 2021 inszenierte Lippold die deutschsprachige Erstaufführung des letzten Dramas von Sam Shepard Mondphasen.
Auch als Bühnenautor ist Lippold tätig. Das von ihm verfasste Drama Ute, die Gute, eine vom Nibelungenlied inspirierte Neudichtung des Lebens der Mutter von Kriemhild, die er 2011 am Rottstr 5 Theater inszenierte, wurde im Rahmen des NRW Theatertreffen 2012 gezeigt. 2013 realisierte er zusammen mit dem Autor Lothar Kittstein das Theaterprojekt Zu spät! Zu spät! Zu spät!, das auf Basis von Recherchen und aus Improvisationen mit Schauspielern entstand und die Mechanismen von Überforderung und Coaching-Branche zeigt. Die Produktion wurde für den Kölner Theaterpreis 2013 nominiert und war bis 2016 am Theater im Bauturm zu sehen. 2016 tourte eine Neuinszenierung des Stücks des Theaterveranstalters Kempf Theatergastspiele durch mehrere deutsche Städte. Für das Konzert Theater Bern schrieb Lippold eine Neufassung von J. M. Barries Romanklassiker Peter Pan, die er zusammen mit der Basler Art-Pop-Band The bianca Story im Dezember 2015 auf die Bühne des Berner Stadttheaters brachte. 2018 verfasste er zusammen mit der Schauspielerin Johanna Wieking den Theatermonolog Johanna.Stimmen, der am Rottstr 5 Theater zur Uraufführung kam.
Neben seiner Tätigkeit für das Theater war Lippold auch in Kino und Fernsehen zu sehen. Er spielte unter anderem in den Filmen Der Untergang (Regie: Oliver Hirschbiegel), Der letzte Zug (Regie: Joseph Vilsmaier und Dana Vávrová) und Der deutsche Freund (Regie: Jeanine Meerapfel). Auch als Sprecher für Hörfunkproduktionen ist er tätig.    

## Filmografie (Auswahl)
- 2001: Anwalt des Herzens
- 2004: Der Untergang
- 2006: Der letzte Zug
- 2007: Eintag
- 2012: Der deutsche Freund
- 2013: The Other Side of Life (AT)
- 2016: On the Wrong Side of Life
- 2021: SOKO Köln (Fernsehserie, Folge Die Büßer)

## Bühne (Auswahl)
- 1996: Dantons Tod (Georg Büchner), Rolle: Camille Desmoulins, Regie: Friderike Vielstich
- 1996: Hamlet (William Shakespeare), Rolle: Hamlet, Regie: Friderike Vielstich
- 1998: Tod des Herakles (UA) (Karst Woudstra), Rolle: Hyllos, Regie: Karst Woudstra
- 2002: Titus Andronicus (William Shakespeare), Rolle: Aaron, Regie: Christian Stückl
- 2003: Romeo und Julia (William Shakespeare), Rolle: Mercutio, Regie: Nuran David Calis
- 2003: Der Räuber Kneißl (Christian Stückl), Rolle: Josef Schreck, Regie: Christian Stückl
- 2004: Was ihr wollt (William Shakespeare), Rolle: Narr, Regie: Jorinde Dröse
- 2005: Die Räuber (Friedrich Schiller), Rolle: Franz Moor, Regie: Frank Hellmund
- 2005: Mein ist Dein Herz! (Ovid), Rolle: Paris, Regie: Lisa Nielebock
- 2005: Sanft und grausam (Martin Crimp), Rolle: James, Regie: Wilfried Minks
- 2006: Traum eines lächerlichen Menschen (Fjodor M. Dostojewski), Monolog, Regie: Hans Dreher
- 2006: Doña Rosita oder Die Sprache der Blumen (Federico García Lorca), Rollen: Neffe, Junge, Regie: Armin Holz
- 2007: Genannt Gospodin (UA) (Philipp Löhle), Rolle: Gospodin, Regie: Kristo Šagor
- 2008: Der eigene Raum (UA) (Kristo Šagor), Rolle: Ich, Regie: Kristo Šagor
- 2009: Hanglage Meerblick (David Mamet), Rolle: John Williamson, Regie: Elmar Goerden
- 2009: A Tribute to Quentin Tarantino, Liederabend, Regie: Hans Dreher
- 2009: Die Unsicherheit der Sachlage (UA) (Philipp Löhle), Rollen: Björn, Zeitungstyp, Polizist, Regie: Anne Lenk
- 2009: König Lear (William Shakespeare), Rolle: Edmund, Regie: Elmar Goerden
- 2010: Leonce und Lena (Georg Büchner), Rolle: Die Gouvernante, Regie: Anna Bergmann
- 2011: Der Großinquisitor (Fjodor M. Dostojewski), Monolog, Regie: Hans Dreher
- 2013: Anna Karenina (Armin Petras nach Leo Tolstoi), Rolle: Wronski, Regie: Sibylle Broll-Pape
- 2013: Othello (William Shakespeare), Rolle: Jago, Regie: Sibylle Broll-Pape
- 2015: Die Göttliche Komödie – Inferno (Dante Alighieri), Lesung, Regie: Laura Olivi
- 2016: Die Göttliche Komödie – Purgatorio (Dante Alighieri), Lesung, Regie: Laura Olivi
- 2016: Urban Prayers Ruhr (Björn Bicker, Malte Jelden), Rolle: Chor der gläubigen Bürger, Regie: Johan Simons
- 2018: Die Jüdin von Toledo (Lion Feuchtwanger), Rolle: Rodrigue, Regie: Johan Simons
- 2019: New Joy (Eleanor Bauer), Ensemble, Regie: Eleanor Bauer
- 2019, Séance de Travail (Trajal Harrell), Ensemble, Regie: Trajal Harrell
- 2019: Leonce und Lena (Georg Büchner), Rolle: König Peter, Regie: Liliane Brakema
- 2020: Samstag, Sonntag, Montag (Eduardo de Filippo), Rolle: Don Peppino, Regie: Johan Simons
- 2020: King Lear (William Shakespeare), Rolle: Regan, Regie: Johan Simons
- 2021: Peer Gynt (Henrik Ibsen), Rollen: Aase, Herr von Eberkopf, Regie: Dušan David Parízek
- 2021: Das Gespenst der Normalität (Saara Turunen), Rollen: Mann 1 (Vater, Beschwichtiger, Pfarrer, Wolf, Mann an der Haltestelle, Mann im Nachtleben, Massenmörder, Kind, Gast auf einer Beerdigung), Regie: Saara Turunen
- 2021: antigone. ein requiem / Die Politiker (Thomas Köck / Wolfram Lotz), Rollen: Kreon / Ensemble, Regie: Franz-Xaver Mayr
- 2022: Mit anderen Augen (Selen Kara, Torsten Kindermann), Liederabend, Regie: Selen Kara
- 2022: Die Hermannsschlacht – allerdings mit anderem Text und auch anderer Melodie (Heinrich von Kleist), Rollen: Quintilius Varus / Marbod / Luitgar, Regie: Barbara Bürk, Clemens Sienknecht
- 2022: Kinder der Sonne (Maxim Gorki), Rollen: Jegor, Regie: Mateja Koležnik
- 2022: Die Schöne und das Biest (Lucy Kirkwood, Katie Mitchell), Rolle: Pink, Regie: Katharina Birch
- 2023: Am laufenden Band (Joseph Ponthus), Ensemble, Regie: Tom Schneider
- 2023: Früchte der Vernunft (Saara Turunen), Rollen: Pfarrer / Storch / Mann / Bodenwischer, Regie: Saara Turunen
- 2023: Don Juan (Molière), Rollen: Ludwig / Pierrot / Francisque, Regie: Mateusz Staniak
- 2024: Die Schutzbefohlenen – was danach geschah (2024) (Elfriede Jelinek), Ensemble, Regie: Johan Simons
- 2024: Grelle Tage (Selma Kay Matter), Rollen: Archäologe / Ensemble, Regie: Caroline Kapp
- 2025: Fabian (Erich Kästner), Ensemble, Regie: Thomas Dannemann

## Regiearbeiten (Auswahl)
- 2010: Der Disneykiller, Rottstr 5 Theater
- 2010: Wir haben der Menschheit nichts berechnet (UA), Schauspielhaus Bochum
- 2011: Böses Mädchen (UA), Theater Bonn
- 2011: Ute, die Gute (UA), Rottstr 5 Theater
- 2012: Wer hat Angst vor Virginia Woolf?, Rottstr 5 Theater
- 2012: Tief in einem dunklen Wald (DSE), Theater Bonn
- 2012: Kasimir und Karoline, Theater Bonn
- 2013: Nathans Kinder, Rheinisches Landestheater Neuss
- 2013: Zu spät! Zu spät! Zu spät! (UA), Theater im Bauturm, Theater im Pumpenhaus, Rottstr 5 Theater
- 2014: Spiel’s nochmal, Sam, Theater Regensburg
- 2014: Atmen, Prinz Regent Theater
- 2014: Die Vaterlosen (UA), Theater Regensburg
- 2015: Das Ende des Regens, Rheinisches Landestheater Neuss
- 2015: Peter Pan, Konzert Theater Bern
- 2016: Schutt, Rottstr 5 Theater
- 2016: Bilder deiner großen Liebe, Landestheater Coburg
- 2017: Jenseits von Eden, Rheinisches Landestheater Neuss
- 2017: Oh Boyoma (UA), Konzert Theater Bern/Studios Kabako
- 2018: Floh im Ohr, Rheinisches Landestheater Neuss
- 2018: Johanna.Stimmen (UA), Rottstr 5 Theater
- 2021: Mondphasen (DSE), Theater Tiefrot, Köln/Brotfabrik Bonn/Prinzregenttheater, Bochum/Freies Schauspiel Frankfurt